# 舊安東金氏
舊安東金氏（韓語：구 안동 김씨）是朝鮮半島慶尚北道首府安東市的一個頗大本貫，估計現時在海內外的宗親超過60萬人。安東金氏在朝鮮王朝時代曾兩度權傾朝野，操控着整個國家。根據這兩段時期，歷史學家亦有把這個家族按時段分成「前安東金氏」及「後安東金氏」兩個階段。

## 起源
安東金氏是新羅王朝的直系後人。他們的始祖是敬順王的九世孫忠烈公金方慶（충렬공 김방경），是敬順王第四子、時任工部侍郎的大安君金殷說（김은열，「說」讀作「悅」）所生的次子金叔承（김숙승）的後人。

## 系派
安東金氏在金方慶的6世孫時開始分派，共分出了21派，當中有15派至今還有傳人。這21派分別如下：
1. 密直司事公派（밀직사사공파）：開派始祖是金七祐（김칠우），現有百餘人。
2. 開城尹公派（개성윤공파）：開派始祖是金七霖（김칠림），現有百餘人。
3. 郡事公派（군사공파）：開派始祖是金七陽（김칠양），現有萬餘人。
4. 典書公派（전서공파）：開派始祖是金成牧（김성목），現有萬餘人。
5. 副使公派（부사공파）：開派始祖是金天順（김성목），現有萬餘人。
6. 文溫公派（문온공파）：又名大司成公派（대사성공파），開派始祖是金九容，現有六萬餘人。
7. 知製教公派（지제교공파）：開派始祖是金齊顏（김제안），失傳。
8. 安靖公派（안정공파）：開派始祖是金九德（김구덕），現有百餘人。
9. 都評議公派（도평의공파）：開派始祖是金九鼎（김구정），現有六萬餘人。
10. 縣監公派（현감공파）：開派始祖是金潤（김윤），失傳。
11. 大護軍公派（대호군공파）[3]：開派始祖是金儒（김유），現有三萬餘人。
12. 提學公派（제학공파）：開派始祖是金益達（김익달），現有十萬餘人。
13. 判三司公派（판삼사공파）：開派始祖是金場（김장），現有不足百人。
14. 判事公派（판사공파）：開派始祖是金士謙（김사겸），失傳。
15. 按廉使公派（안렴사공파）：開派始祖是金士廉（김사렴），現有九萬餘人。
16. 忠康公派（충강공파）：開派始祖是金士安（김사안），失傳。
17. 翼元公派（익원공파）：開派始祖是金士衡（김사형），朝鮮開國一等公，太宗朝的左贊成。現有20萬餘人。
18. 書雲觀正公派（서운관정공파）：開派始祖是金綏（김수），現有二萬餘人。
19. 判書公派（판서공파）：開派始祖是金吉（김길），失傳。
20. 正儀公派（정의공파）：開派始祖是金哲（김철），現有二千餘人。
21. 兵使公派（병사공파）：開派始祖是金達（김달），失傳。

又，有網站指安東金氏有「僕射公派」（복야공파），但安東金氏的官方網站並沒有這一派，反而在網上卻搜尋到安東權氏有這一派，可能是手民之誤。

## 著名人物
- 金安老：朝鮮中宗時期權臣。
- 金九：朝鮮獨立運動人物。

## 參看
- 朝鮮王朝
- 金姓 - 新安東金氏

## 外部連結
- 安東金氏 大宗會 官方網站